# Амфилінідеї
Амфилінідеї (Amphilinidea) — ряд паразитичних плоских червів класу цестоди (Cestoda).

## Опис
Невелика архаїчна група порожнинних паразитів риб і черепах. Розглядалися раніше як неотенічні личинки (плероцеркоіди) стрічкових черв'яків. Тіло листоподібне або ремнеподібне, нерозчленоване, завдовжки 2-38 см. Органів прикріплення і кишечника немає.

## Життєвий цикл
Гермафродити з одним статевим комплексом. Цикл розвитку зі зміною господарів. Яйцеживородячі. Війчаста плаваюча личинка (лікофора), з 5 парами гаків на задньому кінці тіла, проникає в проміжних господарів — рачків-бокоплавів або десятиногих ракоподібних. У порожнині їхнього тіла лікофора зазнає метаморфоз і розвивається в личинку, морфологічно близьку до статевозрілої особини. Потрапляючи в шлунок, господаря, личинка мігрує в порожнину тіла, де росте і досягає статевої зрілості.

## Класифікація
Ряд Amphilinidea
Родина Amphilinidae Claus, 1879
Рід Amphilina Wagener, 1858
Amphilina foliacea (Rudolphi, 1819)
Amphilina japonica Goto & Ishii, 1936
Родина Schizochoeridae Poche, 1922
Рід Austramphilina Johnson, 1931
Austramphilina elongata Johnson, 1931
Рід Gephyrolina Poche, 1926
Gephyrolina paragonopora (Woodland, 1923)
Рід Gigantolina Poche, 1922
Gigantolina magna (Southwell, 1915)
Gigantolina raebareliensis Srivastav, Mathur & Rani, 1994
Рід Nesolecithus Poche, 1922
Nesolecithus africanus Dönges & Harder, 1966
Nesolecithus janickii Poche, 1922
Рід Schizochoerus Poche, 1922
Schizochoerus liguloides (Diesing, 1850)